# Circuit de Barcelona-Catalunya

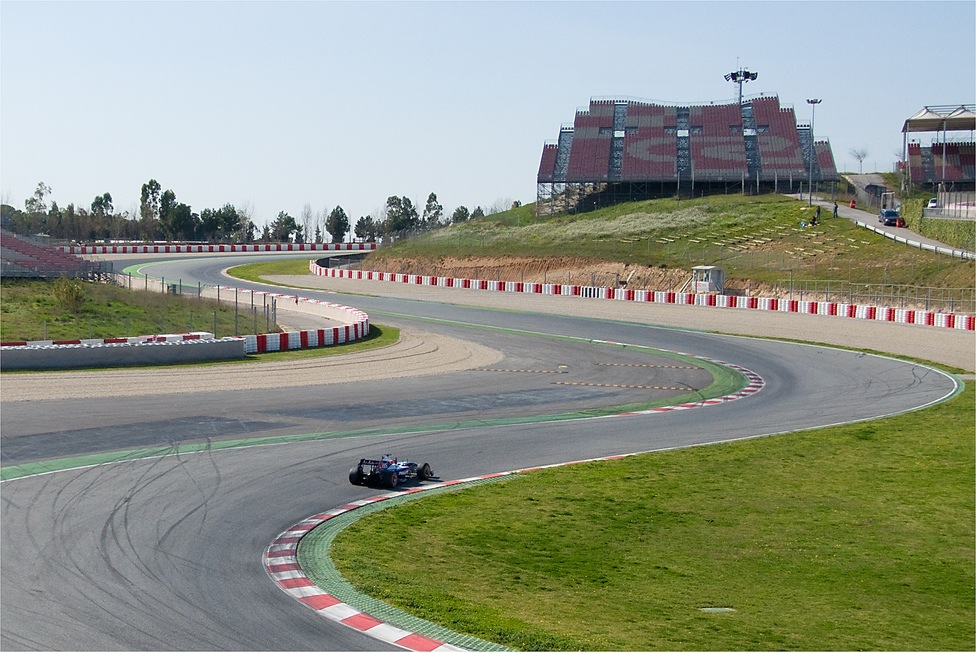
Bocht 1–3

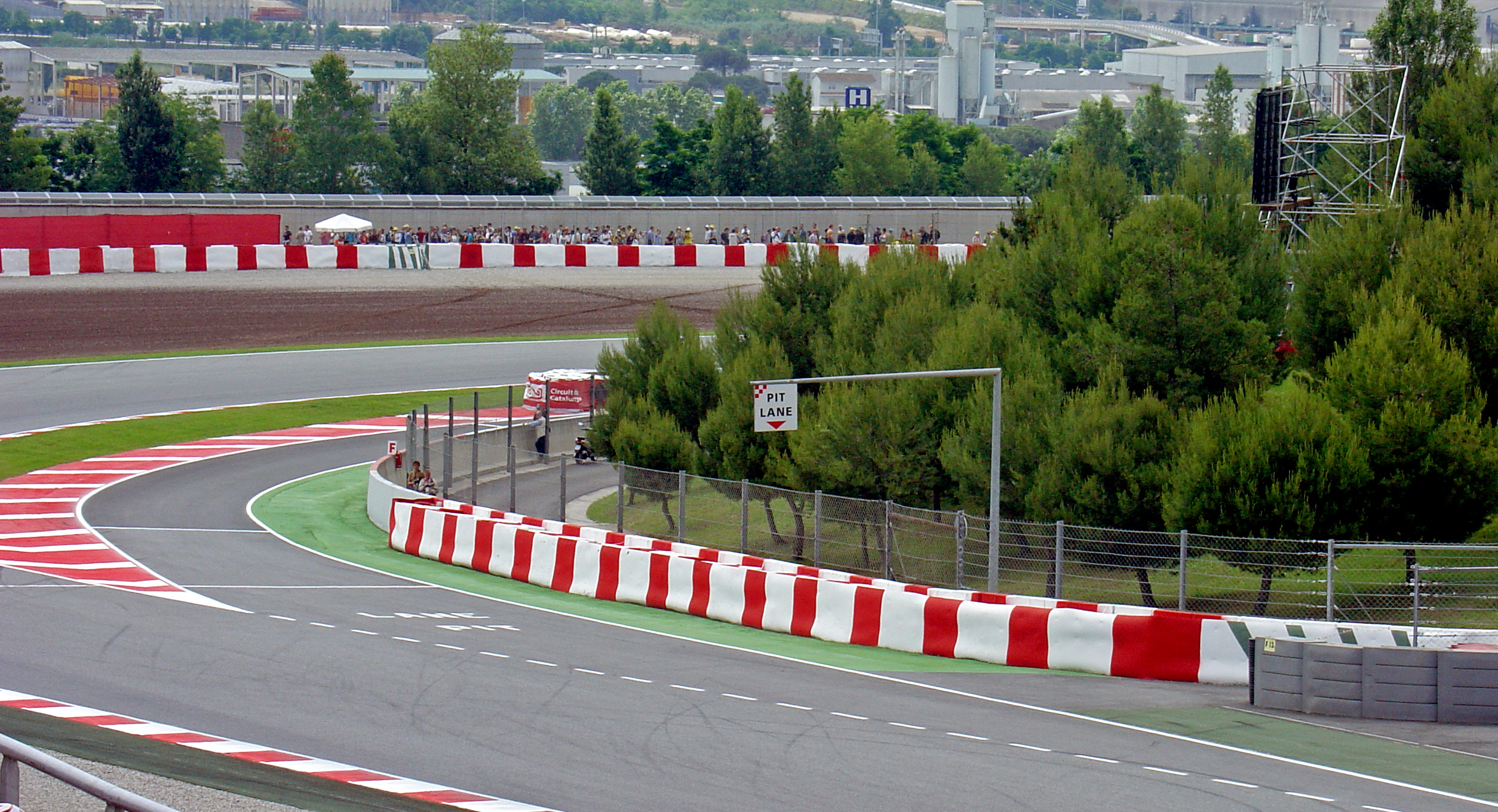
Ingang Pitstraat

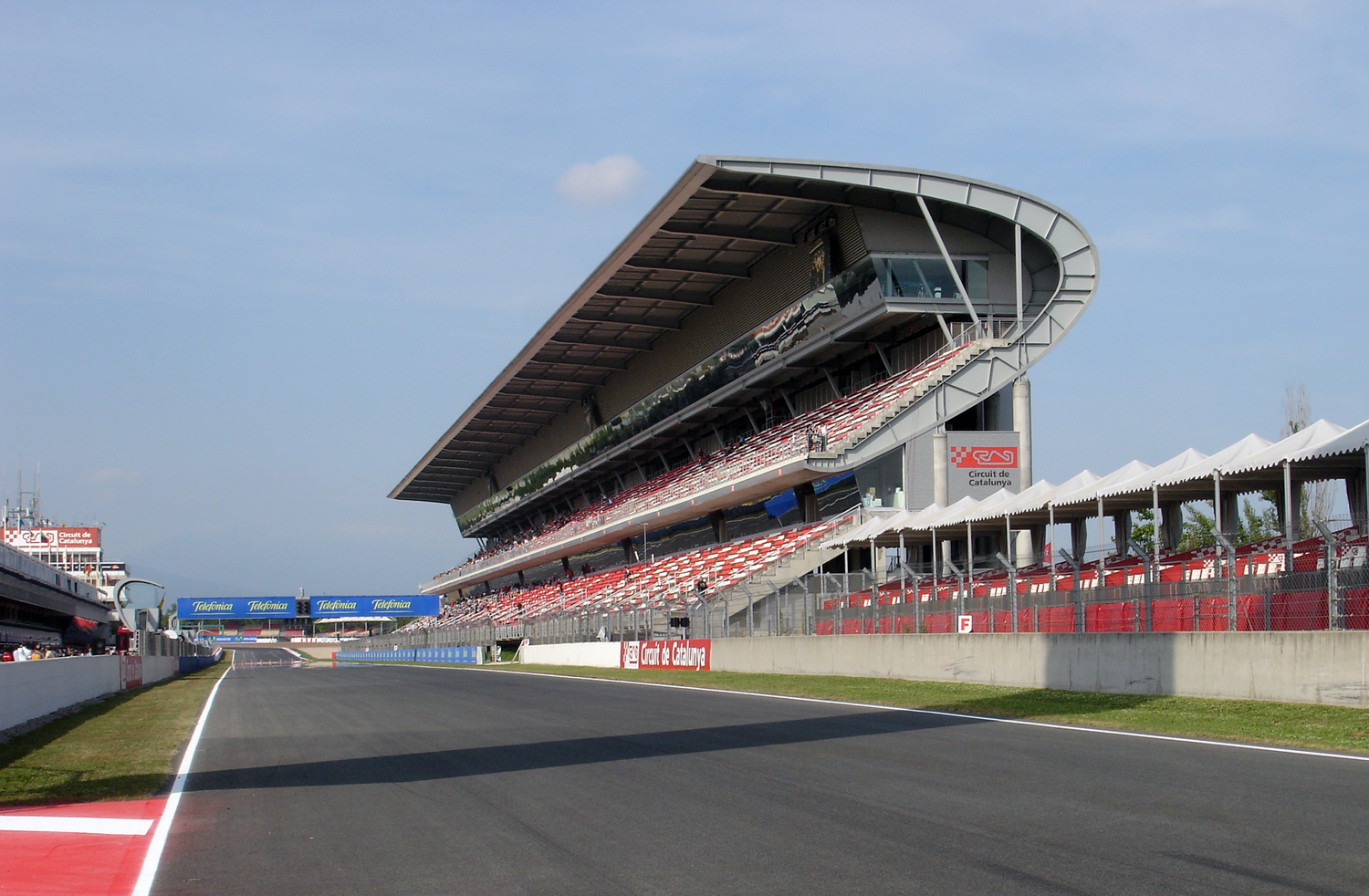
De hoofdtribune

Het Circuit de Barcelona-Catalunya, voorheen het Circuit de Catalunya (tot en met 2012), is een Spaans racecircuit in Montmeló, nabij Barcelona in Catalonië.
Het 4,747 km lange circuit was in 1991 net op tijd klaar om de Spaanse Grand Prix te huisvesten. Nigel Mansell won er de eerste twee Formule 1-races. In 2006 slaagde Fernando Alonso (Renault) erin om als eerste Spanjaard ooit de Grote Prijs van Spanje te winnen.
Op dit circuit vonden tot en met 2022 in februari ook de jaarlijkse wintertests plaats die als voorbereiding geldt voor het Formule 1-seizoen dat een maand later van start gaat.

## Winnaars Formule 1 in Montmeló
| Uitslagen Grand Prix van Spanje (Catalunya) | Uitslagen Grand Prix van Spanje (Catalunya) | Uitslagen Grand Prix van Spanje (Catalunya) | Uitslagen Grand Prix van Spanje (Catalunya) |
| Jaar                                        | Coureur                                     | Auto                                        | Auto                                        |
| ------------------------------------------- | ------------------------------------------- | ------------------------------------------- | ------------------------------------------- |
| 1991                                        | Nigel Mansell                               | Williams-Renault                            |                                             |
| 1992                                        | Nigel Mansell                               | Williams-Renault                            |                                             |
| 1993                                        | Alain Prost                                 | Williams-Renault                            |                                             |
| 1994                                        | Damon Hill                                  | Williams-Renault                            |                                             |
| 1995                                        | Michael Schumacher                          | Benetton-Renault                            |                                             |
| 1996                                        | Michael Schumacher                          | Ferrari                                     |                                             |
| 1997                                        | Jacques Villeneuve                          | Williams-Renault                            |                                             |
| 1998                                        | Mika Häkkinen                               | McLaren-Mercedes                            |                                             |
| 1999                                        | Mika Häkkinen                               | McLaren-Mercedes                            |                                             |
| 2000                                        | Mika Häkkinen                               | McLaren-Mercedes                            |                                             |
| 2001                                        | Michael Schumacher                          | Ferrari                                     |                                             |
| 2002                                        | Michael Schumacher                          | Ferrari                                     |                                             |
| 2003                                        | Michael Schumacher                          | Ferrari                                     |                                             |
| 2004                                        | Michael Schumacher                          | Ferrari                                     |                                             |
| 2005                                        | Kimi Räikkönen                              | McLaren-Mercedes                            |                                             |
| 2006                                        | Fernando Alonso                             | Renault                                     |                                             |
| 2007                                        | Felipe Massa                                | Ferrari                                     |                                             |
| 2008                                        | Kimi Räikkönen                              | Ferrari                                     |                                             |
| 2009                                        | Jenson Button                               | Brawn-Mercedes                              |                                             |
| 2010                                        | Mark Webber                                 | Red Bull-Renault                            |                                             |
| 2011                                        | Sebastian Vettel                            | Red Bull-Renault                            |                                             |
| 2012                                        | Pastor Maldonado                            | Williams-Renault                            |                                             |
| 2013                                        | Fernando Alonso                             | Ferrari                                     |                                             |
| 2014                                        | Lewis Hamilton                              | Mercedes                                    |                                             |
| 2015                                        | Nico Rosberg                                | Mercedes                                    |                                             |
| 2016                                        | Max Verstappen                              | Red Bull-TAG Heuer                          |                                             |
| 2017                                        | Lewis Hamilton                              | Mercedes                                    |                                             |
| 2018                                        | Lewis Hamilton                              | Mercedes                                    |                                             |
| 2019                                        | Lewis Hamilton                              | Mercedes                                    |                                             |
| 2020                                        | Lewis Hamilton                              | Mercedes                                    |                                             |
| 2021                                        | Lewis Hamilton                              | Mercedes                                    |                                             |
| 2022                                        | Max Verstappen                              | Red Bull Racing-RBPT                        |                                             |
| 2023                                        | Max Verstappen                              | Red Bull Racing-RBPT                        |                                             |

## Verschillende circuits
De meest recente verandering aan het circuit werd gemaakt in 2023. De chicane van bocht 14 en 15 zou niet meer worden gebruikt en de snelle bocht 13 naar rechts kwam hierdoor weer terug.
| Jaartal      | Lengte | Naam                                                                            |
| ------------ | ------ | ------------------------------------------------------------------------------- |
| 1991 – 1994  | 4747 m | Circuit de Catalunya                                                            |
| 1995 – 2003  | 4730 m | Circuit de Catalunya                                                            |
| 2004 – 2006  | 4627 m | Circuit de Catalunya                                                            |
| 2007 – 2020  | 4655 m | Circuit de Catalunya (2007 – 2012) Circuit de Barcelona-Catalunya (2013 – 2020) |
| 2021 – 2022  | 4675 m | Circuit de Barcelona-Catalunya                                                  |
| 2023 – heden | 4657 m | Circuit de Barcelona-Catalunya                                                  |

### Circuit plattegronden

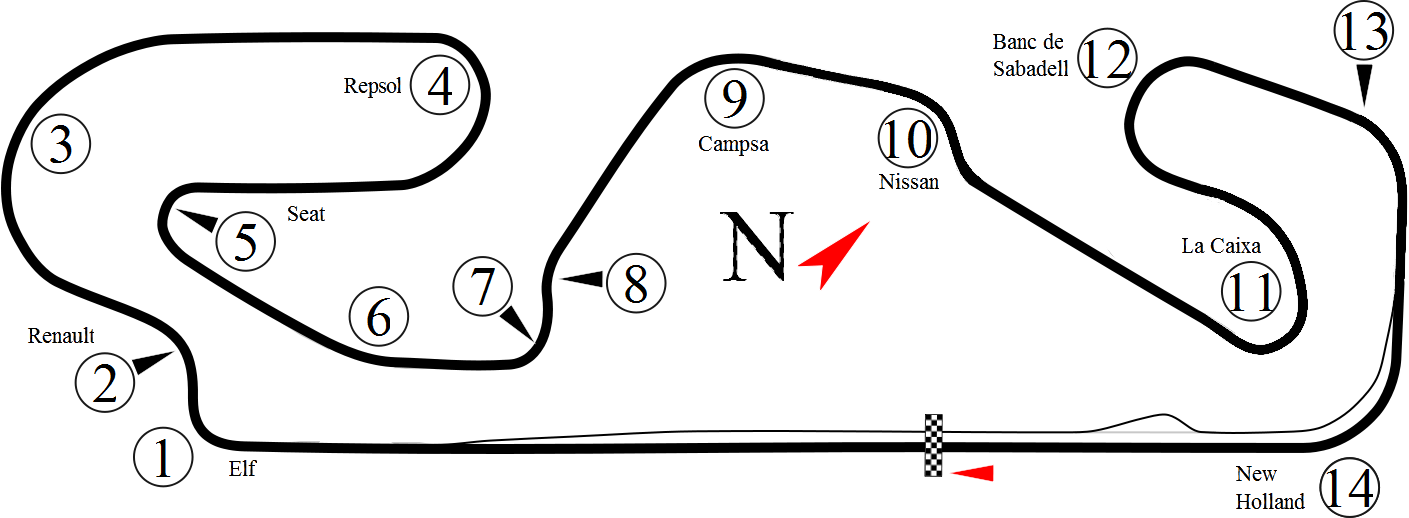
Originele Grand Prix Circuit (1991–1994) Lengte 4,747 km
Grand Prix Circuit (1995–2003) Lengte 4,730 km
Grand Prix Circuit (2004–2006) Lengte 4,627 km
Grand Prix Circuit (2007–2020) Lengte 4,655 km
Grand Prix Circuit (2021–2022) Lengte 4,675 km
Grand Prix Circuit (2023–heden) Lengte 4,657 km